# He Qinglian

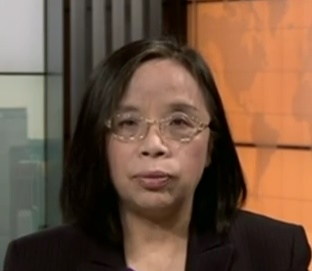
He Qinglian

He Qinglian (vereinfachtes Chinesisch: 何清涟; traditionelles Chinesisch: 何清漣; Pinyin: Hé Qīnglián; * 1956) ist eine chinesische Autorin und Wirtschafts- und Sozialwissenschaftlerin, die bekannt ist für ihre kritische Sicht zur chinesischen Gesellschaft und über die Medienkontrolle in China.

## Biographie
He Qinglian studierte von 1979 bis 1983 an der Hunan Normal University Geschichte. Nach dem Abschluss ihres Studiums für Volkswirtschaft an der Universität Fudan in Shanghai 1988 arbeitete He Qinglian in der Propaganda-Abteilung des Stadtkomitees der Kommunistischen Partei in Shenzhen, bevor sie in die Redaktion der Zeitung Shenzhen Legal Daily wechselte und gleichzeitig an der Universität Jinan beschäftigt war. Sie verfasste viele Artikel und einige Bücher über die Chinesische Gesellschaft und Wirtschaft. Ihr bekanntestes Buch, China in der Modernisierungsfalle (现代化的陷阱), verkaufte sich in China über 100.000 mal und gewann Anerkennung aus Gesellschaft und Wirtschaft. Sie argumentiert in ihrem Buch, China in der Modernisierungsfalle, dass mit der Übertragung der Macht an Lokalregierungen, lokale Beamte, die früher Reform befürworteten, sich später gegen weitere Reform stellten, weil diese ihre Entscheidungsfreiheit einschränken könnte und es somit für sie schwerer würde, Macht für Geld und Geld für Macht auszuspielen. In dem 1997 in Hongkong erschienenen Buch räumt die Ökonomin grundlegend mit dem Mythos vom Wandel durch Handel auf. Im letzten Teil des Buches diskutierte sie auch das erneute Auftauchen von machtausübenden Familienclans in den Provinzen Guangdong und Fujian. Ihre Artikel, die auf tiefe strukturelle Probleme hindeuten und erklären, dass eine gründliche politische Reform notwendig sein wird, wenn die Wirtschaftsreform erfolgreich sein wird, missfielen einigen chinesischen Regierungsbeamten. Aufgrund ihrer Artikel erfuhr sie in China mehr und mehr Druck und floh daraufhin am 14. Juni 2001 ins Ausland. Sie lebt seitdem in den Vereinigten Staaten und arbeitet am Institut „Human Rights in China“ in New York. Ihre Thesen haben bis heute nicht an Bedeutung verloren.
He Qinglian's Artikel erscheinen oft in chinesischen Auslandsmedien. Ihr Buch The Fog of Censorship: Media Control in China (中国政府如何控制媒体) wurde 2004 von Human Rights in China in Chinesisch, mit einer englischsprachigen Zusammenfassung, veröffentlicht. Zudem erschien es auf der wissenschaftlichen Website 当代中国研究 (Modern China Studies) in New Jersey in einer vierteljährlich erscheinenden Serie. Im Jahre 2006 publizierte Liming Cultural Enterprises in Taipei eine überarbeitete und erweiterte Ausgabe. Die Onlinezeitung Epoch Times veröffentlichte in ihrem Artikel Legenden werden enttarnt eine gekürzte Fassung des Vorwortes des Buches The Fog of Censorship.
He Qinglian verfügt auf ihrem Twitter-Account mit 30526 Tweets über 136741 Followers.